# ISO 3166-2:AU
ISO 3166-2:AU – kody ISO 3166-2 dla Australii. 
Kody ISO 3166-2 to część standardu ISO 3166 publikowanego przez Międzynarodową Organizację Normalizacyjną. Kody te są przypisywane głównym jednostkom podziału administracyjnego, takim jak np. województwa czy stany, każdego kraju posiadającego kod w standardzie ISO 3166-1. 
Aktualnie (2017) dla Australii zdefiniowano kody dla 6 stanów i 2 terytoriów.
Pierwsza część oznaczenia to kod Australii zgodnie z ISO 3166-1, natomiast druga część oznaczenia znajdująca się po myślniku to dwu- lub trzyliterowy kod jednostki administracyjnej. 

## Kody ISO
| Kod ISO | Nazwa jednostki administracyjnej   | Nazwa jednostki administracyjnej w języku angielskim | Rodzaj jednostki administracyjnej |
| ------- | ---------------------------------- | ---------------------------------------------------- | --------------------------------- |
| AU-NSW  | Nowa Południowa Walia              | New South Wales                                      | stan                              |
| AU-QLD  | Queensland                         | Queensland                                           | stan                              |
| AU-SA   | Australia Południowa               | South Australia                                      | stan                              |
| AU-TAS  | Tasmania                           | Tasmania                                             | stan                              |
| AU-VIC  | Wiktoria                           | Victoria                                             | stan                              |
| AU-WA   | Australia Zachodnia                | Western Australia                                    | stan                              |
| AU-ACT  | Australijskie Terytorium Stołeczne | Australian Capital Territory                         | terytorium                        |
| AU-NT   | Terytorium Północne                | Northern Territory                                   | terytorium                        |